# Entyloma parietariae
Entyloma parietariae är en svampart som beskrevs av Rayss 1952. Entyloma parietariae ingår i släktet Entyloma och familjen Entylomataceae.   Inga underarter finns listade i Catalogue of Life.